# Hot Springs (Carolina del Norte)
Hot Springs es un pueblo ubicado en el condado de Madison en el estado estadounidense de Carolina del Norte. La localidad en el año 2000, tenía una población de 645 habitantes en una superficie de 9 km², con una densidad poblacional de 79.2 personas por km².

## Geografía
Hot Springs se encuentra ubicado en las coordenadas 35°53′44″N 82°49′52″O / 35.89556, -82.83111. Según la Oficina del Censo, la localidad tiene un área total de 9 km² (3,5 mi²), de la cual 8,1 km² (3,1 mi²) es tierra y 0,8 km² (0,3 mi²) (8.96%) es agua.

### Localidades adyacentes
El siguiente diagrama muestra a las localidades en un radio de 32 kilómetros (19,9 mi) de Hot Springs.

## Demografía
En el 2000 la renta per cápita promedia del hogar era de $20.714, y el ingreso promedio para una familia era de $30.882. En 2000 los hombres tenían un ingreso per cápita de $30.714 contra $20.781 para las mujeres. El ingreso per cápita para la localidad era de $12.497. Alrededor del 16.10% de la población estaba bajo el umbral de pobreza nacional.